# Pływanie (sport)
Pływanie – pływanie jako dyscyplina sportu.

## Historia pływania
Umiejętność pływania człowiek wykorzystywał w czasach starożytnych, o czym świadczą rysunki sprzed czterech tysięcy lat z Asyrii, Libii i Egiptu. Pierwszy oficjalny konkurs pływacki zorganizowano w Japonii w 1 wieku p.n.e. (w 35 r. p.n.e.).
W 1796 powstał klub pływacki Upsala Simsällskap w Uppsali w Szwecji, który wciąż istnieje i szczyci się tytułem najstarszego klubu pływackiego na świecie.
W 1869 powstało w Londynie towarzystwo pływackie i rozegrano pierwsze zawody. Pływanie jest w programie igrzysk olimpijskich od samego początku (pływanie na Letnich Igrzyskach Olimpijskich 1896). Do igrzysk olimpijskich w Londynie (1908) olimpijczycy pływali na otwartych akwenach – od tej pory zaczęto organizować zawody w krytych pływalniach. Na igrzyskach olimpijskich w Atenach (2004) zawody zostały rozegrane na pływalni otwartej – bez dachu, ponieważ organizatorzy nie zdążyli wybudować go na czas. W 1973 zaczęto organizować mistrzostwa świata w pływaniu. Do konkurencji pływackich należą: pływanie w basenie, pływanie w płetwach, pływanie długodystansowe, rozgrywane na otwartych akwenach, pływanie synchroniczne uprawiane przez kobiety, skoki do wody, które dzielą się na skoki z trampoliny oraz z wieży, podczas których zawodnicy wykonują punktowane figury podczas lotu, oraz piłka wodna.

## Zawody pływackie
Zawody pływackie odbywają się na pływalniach 50-metrowych (tzw. olimpijskich, ang. long course) i 25-metrowych (ang. short course). Na długich basenach rozgrywa się najważniejsze imprezy pływackie, takie jak: Igrzyska olimpijskie, Mistrzostwa Świata, Mistrzostwa Europy, Igrzyska Wspólnoty Brytyjskiej, Mistrzostwa Pacyfiku i inne tego typu zawody. Mistrzostwa Świata i Mistrzostwa Europy rozgrywane są także na krótkiej pływalni, jednak są to zawody mniej prestiżowe.
Pływalnia olimpijska, na której rozgrywane są zawody, ma wymiary 50 × 25 m, a jej głębokość wynosi minimum 2 m. Ma 10 torów (każdy o szerokości 2,5 m). Temperatura wody podczas zawodów wynosi od 25 °C do 28 °C. Po obu stronach basenu, na ścianach, znajdują się tablice elektroniczne podłączone do automatycznej aparatury pomiaru czasu. Ich dotknięcie skutkuje zarejestrowaniem wyniku końcowego lub międzyczasu. 
Jeśli jakieś miasto chciałoby się ubiegać o organizację zawodów rangi globalnej, powinno dysponować kompleksem, na terenie którego m.in. znajdują się przynajmniej dwa baseny o wymiarach olimpijskich (jeden do rywalizacji, drugi do rozgrzewki), a także spełniającym inne warunki narzucone przez międzynarodową organizację pływacką – FINA.

## Style pływackie
W pływaniu sportowym wyróżnia się cztery style:
- Styl motylkowy (motyl, motylek, delfin)
- Styl grzbietowy (grzbiet)
- Styl klasyczny (żabka)
- Kraul

oraz
- styl dowolny
- oraz pływanie zmienne lub pływanie sposobem zmiennym (ang. medley swimming - FINA Rules)

## Konkurencje pływackie
Pływacy rywalizują obecnie w następujących indywidualnych konkurencjach olimpijskich:
- 50 m stylem dowolnym kobiet i mężczyzn,
- 100 m stylem dowolnym kobiet i mężczyzn,
- 200 m stylem dowolnym kobiet i mężczyzn,
- 400 m stylem dowolnym kobiet i mężczyzn,
- 800 m stylem dowolnym kobiet (od 2020 również mężczyzn),
- 1500 m stylem dowolnym mężczyzn (od 2020 również kobiet),
- 100 m stylem motylkowym kobiet i mężczyzn,
- 200 m stylem motylkowym kobiet i mężczyzn,
- 100 m stylem grzbietowym kobiet i mężczyzn,
- 200 m stylem grzbietowym kobiet i mężczyzn,
- 100 m stylem klasycznym kobiet i mężczyzn,
- 200 m stylem klasycznym kobiet i mężczyzn,
- 200 m sposobem zmiennym kobiet i mężczyzn,
- 400 m sposobem zmiennym kobiet i mężczyzn,
- 10 km w wodach otwartych kobiet i mężczyzn,

A także w wyścigach sztafetowych:
- 4 × 100 m stylem dowolnym kobiet i mężczyzn,
- 4 × 200 m stylem dowolnym kobiet i mężczyzn,
- 4 × 100 m sposobem zmiennym kobiet i mężczyzn.

Do konkurencji nieolimpijskich zaliczane są dystanse:
- 800 m stylem dowolnym mężczyzn,
- 1500 m stylem dowolnym kobiet,
- 50 m stylem motylkowym kobiet i mężczyzn,
- 50 m stylem grzbietowym kobiet i mężczyzn,
- 50 m stylem klasycznym kobiet i mężczyzn.

Oraz rozgrywane na pływalniach 25-metrowych:
- 100 m sposobem  zmiennym kobiet i mężczyzn,
- 4 × 50 m stylem dowolnym kobiet i mężczyzn,
- 4 × 50 m sposobem zmiennym kobiet i mężczyzn.

## Rekordy w pływaniu

Chuck Sketch, były żołnierz piechoty morskiej USA pływa podczas sesji treningowej w 2012

## Pływanie osób z niepełnosprawnościami
Pływanie jest również dyscypliną paraolimpijską, uprawianą przez osoby niepełnosprawne. W związku z tym, że pływanie jest uprawiane przez zawodników o różnym stopniu niepełnosprawności, zawodnicy przed udziałem w zawodach przechodzą proces klasyfikacji. Podczas klasyfikacji, na podstawie m.in. siły mięśni i ruchomości stawów, zawodnikom przydzielana jest klasa startowa. Na najważniejszych zawodach międzynarodowych, takich jak igrzyska paraolimpijskie czy mistrzostwa świata w pływaniu osób niepełnosprawnych, pływacy poszczególnych klas startowych rywalizują między sobą w oddzielnych konkurencjach, np. 100 metrów stylem dowolnym mężczyzn klasa S7. W niektórych zawodach stosowane są systemy punktowe (podobne do punktów FINA), w celu porównania wyników uzyskanych przez zawodników z różnych klas.
Przepisy pływania osób niepełnosprawnych oparte są na przepisach pływania FINA. Różnica polega na dodaniu szeregu wyjątków od przepisów ogólnych, które umożliwiają osobom niepełnosprawnym rywalizację w zawodach. Na przykład, w stylu klasycznym przepisy pływania FINA (dla zawodników pełnosprawnych) wymagają dotknięcia ściany obiema dłońmi równocześnie przy nawrocie i na zakończenie wyścigu. Natomiast przepisy pływania osób niepełnosprawnych zezwalają na dotknięcie ściany jedną dłonią zawodnikom używającym do pływania tylko jednego ramienia. W pływaniu niepełnosprawnych dozwolonych jest również wiele pozycji startowych. Między innymi, wszyscy zawodnicy niepełnosprawni mogą startować z wody, a zawodnicy klas S1-3 (z największym stopniem niepełnosprawności) mogą uzyskać pomoc od swojego asystenta w celu utrzymania kontaktu stóp ze ścianą końcową pływalni przed rozpoczęciem wyścigu.
Organizacją międzynarodową zarządzającą pływaniem niepełnosprawnych jest oddział Międzynarodowego Komitetu Paralimpijskiego - IPC Swimming. IPC Swimming ustala przepisy techniczne pływania niepełnosprawnych i organizuje zawody międzynarodowe, m.in.: zawody pływackie w trakcie letnich igrzysk paraolimpijskich, mistrzostwa świata i mistrzostwa kontynentalne (np. mistrzostwa Europy).

## Znani pływacy
W pływaniu światowym wybitną postacią był Johnny Weissmuller (USA), zdobywca 4 złotych medali na Igrzyskach Olimpijskich w latach 1924 i 1928, który pierwszy przepłynął 100 m w czasie poniżej minuty. Z kolei w skokach do wody gwiazdami w latach 70. i 80. XX w. byli Włoch Klaus Dibiasi i Amerykanin Greg Louganis. Amerykanin Mark Spitz na igrzyskach w Monachium zdobył aż 7 złotych medali. Bardzo blisko pobicia jego rekordu był inny Amerykanin Michael Phelps, który zdobył na igrzyskach olimpijskich w 2004 sześć złotych krążków i dwa brązowe, a cztery lata później w Pekinie zdobył 8 złotych medali i pobił rekord Spitza. Na kolejnych igrzyskach w Londynie Phelps zdobył kolejne sześć medali: cztery złote i dwa srebrne, a na kolejnych w Rio de Janeiro: pięć złotych i jeden srebrny, dzięki czemu został najbardziej utytułowanym sportowcem w historii nowożytnych igrzysk olimpijskich, zdobywając w sumie 28 medali: 23 złote, 3 srebrne i 2 brązowe. Ośmiokrotnym mistrzem olimpijskim był w latach 80. i 90. inny Amerykanin – Matt Biondi. W latach 90. wielkimi gwiazdami światowego pływania byli rosyjski sprinter, Aleksander Popow, nazywany carem pływania oraz Australijczyk Ian Thorpe.